# 2000-es MTV Video Music Awards
A 2000-es MTV Video Music Awards díjátadója 2000. szeptember 7-én került megrendezésre, és a legjobb, 1999. június 12-től 2000. június 9-ig készült klipeket díjazta. Az est házigazdái Marlon és Shawn Wayans voltak. A díjakat a New York-i Radio City Music Hall-ban adták át.
Az átadó legemlékezetesebb pillanata az volt, amikor a Rage Against the Machine basszusgitárosa, Tim Commerford felmászott az állványzatra, és nem akart lejönni, miután az együttese nem kapta meg a Legjobb rock videó díjat. A showt egy reklámszünettel szakították meg, ezalatt a biztonságiak leszedték Commerfordot, akit később letartóztattak és egy éjszakát kellett börtönben töltenie.
Ez volt Aaliyah utolsó feltűnése a VMA-k történetében, 2001-ben bekövetkezett halála miatt. Az énekesnő ezen az éven kapta meg mindkét VMA-ját: Legjobb női videó és Legjobb filmből összevágott videó a Try Again-ért.

## Jelöltek
A győztesek félkövérrel vannak jelölve.

### Az év videója
Eminem – The Real Slim Shady
- Blink-182 – All the Small Things
- D'Angelo – Untitled (How Does It Feel)
- ’N Sync – Bye Bye Bye
- Red Hot Chili Peppers – Californication

### Legjobb férfi videó
Eminem – The Real Slim Shady
- D'Angelo – Untitled (How Does It Feel)
- Kid Rock – Cowboy
- Ricky Martin – Shake Your Bon-Bon
- Moby – Natural Blues

### Legjobb női videó
Aaliyah – Try Again
- Christina Aguilera – What a Girl Wants
- Toni Braxton – He Wasn't Man Enough
- Macy Gray – I Try
- Britney Spears – Oops!...I Did It Again

### Legjobb csapatvideó
Blink-182 – All the Small Things
- Destiny’s Child – Say My Name
- Foo Fighters – Learn to Fly
- ’N Sync – Bye Bye Bye
- Red Hot Chili Peppers – Californication

### Legjobb új előadó egy videóban
Macy Gray – I Try
- Christina Aguilera – What a Girl Wants
- Papa Roach – Last Resort
- Pink – There You Go
- Sisqó – Thong Song

### Legjobb pop videó
’N Sync – Bye Bye Bye
- Christina Aguilera – What a Girl Wants
- Blink-182 – All the Small Things
- Destiny’s Child – Say My Name
- Britney Spears – Oops!...I Did It Again

### Legjobb rock videó
Limp Bizkit – Break Stuff
- Creed – Higher
- Kid Rock – Cowboy
- Korn – Falling Away from Me
- Metallica – I Disappear
- Rage Against the Machine – Sleep Now in the Fire

### Legjobb R&B videó
Destiny’s Child – Say My Name
- Toni Braxton – He Wasn’t Man Enough
- D'Angelo – Untitled (How Does It Feel)
- Brian McKnight – Back at One

### Legjobb rap videó
Dr. Dre (közreműködik Eminem) – Forgot About Dre
- DMX – Party Up
- Eminem – The Real Slim Shady
- Eve (közreműködik Faith Evans) – Love Is Blind
- Jay-Z (közreműködik a UGK) – Big Pimpin'

### Legjobb hiphopvideó
Sisqó – Thong Song
- Lauryn Hill – Everything Is Everything
- Juvenile – Back That Thang Up
- Limp Bizkit (közreműködik Method Man) – N 2 Gether Now
- Q-Tip – Vivrant Thing

### Legjobb dance videó
Jennifer Lopez – Waiting for Tonight
- ’N Sync – Bye Bye Bye
- Ricky Martin – Shake Your Bon-Bon
- Sisqó – Thong Song
- Britney Spears – (You Drive Me) Crazy

### Legjobb filmből összevágott videó
Aaliyah – Try Again (az Öld meg Rómeót! filmből)
- Aimee Mann – Save Me (a Magnólia filmből)
- Metallica – I Disappear (a Mission: Impossible II filmből)
- R.E.M. – The Great Beyond (az Ember a Holdon filmből)
- Sisqó (közreműködik Foxy Brown) – Thong Song (a Bölcsek kövére 2 – A Klump család filmből)

### Legnagyobb áttörés
Björk – All Is Full of Love
- Blur – Coffee & TV
- The Chemical Brothers – Let Forever Be
- Nine Inch Nails – Into the Void
- Supergrass – Pumping on Your Stereo

### Legjobb rendezés
Red Hot Chili Peppers – Californication (Rendező: Jonathan Dayton és Valerie Faris)
- D'Angelo – Untitled (How Does It Feel) (Rendező: Paul Hunter és Dominique Trenier)
- Eminem – The Real Slim Shady (Rendező: Dr. Dre és Phillip Atwell)
- Foo Fighters – Learn to Fly (Rendező: Jesse Peretz)
- Lauryn Hill – Everything Is Everything (Rendező: Sanji)

### Legjobb koreográfia
’N Sync – Bye Bye Bye (Koreográfus: Darrin Henson)
- Aaliyah – Try Again (Koreográfus: Fatima Robinson)
- Christina Aguilera – What a Girl Wants (Koreográfus: Tina Landon)
- Jennifer Lopez – Waiting for Tonight (Koreográfus: Tina Landon)
- Alanis Morissette – So Pure (Koreográfus: Kevin Oday és Anne White)

### Legjobb speciális effektek
Björk – All Is Full of Love (Speciális effektek: Glassworks)
- Lauryn Hill – Everything Is Everything (Speciális effektek: Method)
- Metallica – I Disappear (Speciális effektek: Asylum Visual Effects)
- Red Hot Chili Peppers – Californication (Speciális effektek: Pixel Envy)
- Supergrass – Pumping on Your Stereo (Speciális effektek: Jim Henson's Creature Shop)

### Legjobb művészi rendezés
Red Hot Chili Peppers – Californication (Művészi rendezés: Colin Strause)
- Filter – Take a Picture (Művészi rendezés: Cara Yoshimoto)
- Macy Gray – Do Something (Művészi rendezés: Nigel Phelps)
- Supergrass – Pumping on Your Stereo (Művészi rendezés: Garth Jennings)

### Legjobb vágás
Aimee Mann – Save Me (Vágó: Dylan Tichenor)
- Blaque – I Do (Vágó: Chris Hafner)
- Eminem – The Real Slim Shady (Vágó: Dan Levental)
- Metallica – I Disappear (Vágó: Nathan Cox)
- R.E.M. – The Great Beyond (Vágó: Igor Kovalik)

### Legjobb operatőr
Macy Gray – Do Something (Operatőr: Jeff Cronenwett)
- Filter – Take a Picture (Operatőr: Daniel Pearl)
- Madonna – American Pie (Operatőr: John Matheson)
- Metallica – I Disappear (Operatőr: Dave Rudd)
- Stone Temple Pilots – Sour Girl (Operatőr: Martin Coppen)

### Közönségdíj
’N Sync – Bye Bye Bye
- Christina Aguilera – What a Girls Wants
- Eminem – The Real Slim Shady
- Sisqó – Thong Song
- Britney Spears – Oops!... I Did It Again

### Nemzetközi közönségdíj

#### MTV Brasil
O Rappa – A Minha Alma (A Paz Que Eu Não Quero)
- Capital Inicial – Eu Vou Estar
- Charlie Brown Jr. – Confisco
- Engenheiros do Hawaii – Negro Amor
- Gabriel o Pensador és Lulu Santos – Astronauta
- Los Hermanos – Anna Júlia
- Los Hermanos – Primavera
- Maurício Manieri – Bem Querer
- Daniela Mercury – Ilê Pérola Negra
- Natiruts – O Carcará e a Rosa
- Pato Fu – Depois
- Penélope – Holiday
- Raimundos – A Mais Pedida
- Raimundos – Me Lambe
- Raimundos – Pompem
- O Rappa – Me Deixa
- Rumbora – Skaô
- Sandy & Junior – Imortal
- Titãs – Aluga-se
- Titãs – Pelados em Santos

#### MTV India (Hindi film kategória)
Udit Narayan és Alka Yagnik – Kaho Na Pyar Hai
- Asha Bhosle – Rang De
- Suresh Peters és Mano – Sailaru
- Kumar Sanu és Kavita Krishnamurthy – Aankhon Ki Gustakiyan
- Anuradha Sriram, Sujatha, Sonu Nigam és A.R. Rahman – Ishq Bina

#### MTV India (Hindi pop kategória)
Falguni Pathak – Maine Payal Hai Chhankai
- Euphoria – Mai Re
- Instant Karma – Bahon Mein
- Sonu Nigam – Tera Milna
- Shaan – Tanha Dil

#### MTV Korea
Clon – The First Love
- Cho PD – Fever
- Lee Jung-Hyun – Come
- Lee Soo Young – I Believe
- S.E.S. – Love

#### MTV Latin America (North)
Shakira – Ojos Así
- Jumbo – Siento Que
- La Ley – Aquí
- Mœnia – Manto Estelar
- Aleks Syntek – Tú Necesitas

#### MTV Latin America (South)
Los Fabulosos Cadillacs – La Vida
- Gustavo Cerati – Paseo Inmoral
- Illya Kuryaki and the Valderramas – Coolo
- Shakira – Ojos Así
- Diego Torres – Donde Van

#### MTV Mandarin
David Tao – Find Myself
- Cheer Chen – Still Be Lonely
- Kelly Chen – Love You Love Me
- Ho Xiang Tin – The Tears for You
- David Huang – Love Stopped Since Last Night
- May Lan – Running Wild
- Faith Yang – Hold Still

#### MTV Russia
Detsl – Vecherinka
- Chicherina – Zhara
- Mumiy Troll – Bez Obmana

#### MTV Southeast Asia
Ahmad Dhani és Andra Ramadhan – Kuldesak
- Bazoo – Pee Fa Party
- Jason Lo – Evening News
- Truefaith – (Awit Para) Sa Kanya

### Életmű-díj
Red Hot Chili Peppers

## Fellépők

### Elő-show
- Papa Roach – Last Resort/Broken Home

### Fő show
- Janet Jackson – Doesn’t Really Matter
- Rage Against the Machine – Testify
- Sisqó (közreműködik Dru Hill) – Incomplete/Thong Song
- Britney Spears – (I Can't Get No) Satisfaction/Oops!...I Did It Again
- Eminem – The Real Slim Shady/The Way I Am
- Red Hot Chili Peppers – Californication
- ’N Sync – This I Promise You/Bye, Bye, Bye/It's Gonna Be Me
- Nelly – Country Grammar
- Christina Aguilera (közreműködik Fred Durst) – Genie in a Bottle/Come on Over Baby (All I Want Is You)/Livin' It Up
- Blink-182 – All the Small Things

## Résztvevők
- 98 Degrees
- Aaliyah
- Björk
- Britney Spears
- U2
- Toni Braxton
- Bobby Brown
- Gisele Bündchen
- Hilarie Burton
- Busta Rhymes
- Jim Carrey
- Christina Aguilera
- Chyna
- Carson Daly
- D'Angelo
- Robert De Niro
- Destiny’s Child
- Dr. Dre
- Jakob Dylan
- Eve
- Jimmy Fallon
- Shawn Fanning
- Macy Gray
- Richard Hatch
- Whitney Houston
- Kate Hudson
- Jay-Z
- Wyclef Jean
- Kid Rock
- Lenny Kravitz
- Ananda Lewis
- Lil' Kim
- Limp Bizkit
- LL Cool J
- Jennifer Lopez
- Ricky Martin
- Metallica
- Moby
- Larry Mullen Jr.
- Vincent Pastore
- Pink
- Tim Robbins
- Chris Rock
- The Rock
- Carlos Santana
- Ben Stiller
- Sting
- Tenacious D
- Steven Tyler
- Mark Wahlberg
- Renée Zellweger